# 瀬野川
瀬野川（せのがわ）は、広島県の主に広島市安芸区を流れる二級水系の本流。海田町はこの瀬野川の水を浄水して全域に給水しているが、安芸区瀬野川地区は目の前を流れているのにもかかわらず、他の広島市同様太田川の水を浄水した水が給水されている。

## 地理
広島県東広島市八本松町の曽場ケ城山に源を発し南西に流れ、安芸郡海田町明神町と広島市安芸区船越南の境界から海田湾に注ぐ。
汽水域
汽水域（感潮区間）は、国道2号市頭交差点付近（上市橋上流）の潮止堰より下流である。かなり干満の差が激しく、大潮の満潮時には、水位が2～3m上がり、海水が潮止堰を越えて日浦橋付近にまで達する。

## 流域の自治体
広島県
東広島市、広島市安芸区、安芸郡海田町

## 主な支流
- 椛坂川
- 熊野川
- 畑賀川
- 三迫川
  - 1907年（明治40年）7月15日 - 集中豪雨により土石流が発生。死者67人[1]。

## 自然
魚介類
汽水域の干潮時には、多数のゴリが見られる。満潮時には、海田湾からサヨリが入ってくる。高度成長期の昭和40年代には、奇形魚が度々発見されるなど水質汚染が問題視された。

## 流域周辺の施設

### 交通
- 国道2号
- 瀬野駅
- 東広島バイパス
- 安芸バイパス
- 中野東駅
- 安芸中野駅
- 海田市駅
- 新広島バイパス

### 教育施設
- 広島国際大学上瀬野キャンパス
- 広島市立瀬野小学校
- 瀬野幼稚園
- 広島市立瀬野川東中学校
- 広島市立瀬野川中学校
- 広島国際学院高等学校

### 公園
- 瀬野川公園
- 海田総合公園